# Ferrari 248 F1
El Ferrari 248 F1 fue un monoplaza de Fórmula 1, diseñado por Aldo Costa y Rory Byrne para la temporada 2006.
El coche fue nombrado sobre la base de su motor V8: 24 es la capacidad en decilitros, y 8 el número de cilindros. El nombre rompió el sistema F200x utilizado desde 2001 a 2005, y volvió a un sistema similar al utilizado en los años 50 y 60 (véase Ferrari 312T), aunque se volvió al sistema anterior el año siguiente con el F2007. El 248 fue conducido por los pilotos Michael Schumacher y Felipe Massa.

El 248 F1 fue el primer Ferrari desde el F1-2000 en no portar el número "1", que indica que el piloto es el vigente Campeón del Mundo. El coche también ofreció nuevas calcomanías de patrocinador, tales como Martini. Este fue también el último año de patrocinio de Vodafone para el equipo, pues la compañía anunció que pasaría a ser el patrocinador principal de McLaren para la temporada siguiente.

## Resultados

### Fórmula 1
(Clave) (negrita indica pole position) (cursiva indica vuelta rápida)

| Año     | Motor  | Neu. | N.º | Pilotos            | 1   | 2   | 3   | 4   | 5   | 6   | 7   | 8   | 9   | 10  | 11  | 12  | 13  | 14  | 15  | 16  | 17  | 18  | Puntos | Pos. |
| ------- | ------ | ---- | --- | ------------------ | --- | --- | --- | --- | --- | --- | --- | --- | --- | --- | --- | --- | --- | --- | --- | --- | --- | --- | ------ | ---- |
| 2006    | 056 V8 | B    |     |                    | BHR | MYS | AUS | SMR | EUR | ESP | MON | GBR | CAN | USA | FRA | GER | HUN | TUR | ITA | CHN | JPN | BRA | 201    | 2.º  |
| 2006    | 056 V8 | B    | 5   | Michael Schumacher | 2   | 6   | Ret | 1   | 1   | 2   | 5   | 2   | 2   | 1   | 1   | 1   | 8   | 3   | 1   | 1   | Ret | 4   | 201    | 2.º  |
| 2006    | 056 V8 | B    | 6   | Felipe Massa       | 9   | 5   | Ret | 4   | 3   | 4   | 9   | 5   | 5   | 2   | 3   | 2   | 7   | 1   | 9   | Ret | 2   | 1   | 201    | 2.º  |
| Fuente: |        |      |     |                    |     |     |     |     |     |     |     |     |     |     |     |     |     |     |     |     |     |     |        |      |